# Kuray
Le kuray ou quray (en bachkir : ҡурай, tatar quray) est une longue flûte ouverte avec deux à sept trous pour les doigts, et l'instrument national des Bachkirs et Tatars.

## Histoire
Le type de quray le plus répandu est un quray fabriqué à partir de la tige de la plante ombellifère, appelée urals edgepistil ou kamchatka pleurospermum. La tige d'un quray est longue. Elle fleurit en juillet, puis se dessèche en août–septembre. Elle est coupée en septembre et conservée dans un endroit sec et sombre. La longueur est trouvée en mesurant 8 à 10 fois la largeur d'un palmier englobant la tige d'une plante. Le premier trou doit être fait à quatre doigts du haut de la plante, les trois trous suivants à deux doigts l'un de l'autre, le cinquième à l'arrière à trois doigts du quatrième trou. La longueur d'un quray est d'environ 510 à 800 mm. Le diapason d'un quray se compose de trois octaves. Le quray est utilisé aussi bien comme instrument solo que comme instrument d'ensemble. Maintenant, un quray peut être fabriqué à partir de placage. Il est plus stable et sa sonorité est similaire au son naturel du quray.
D'autres types de quray existent :
- sor-quray - une sorte de quray faite par les Bachkirs qui vivaient dans la steppe où le quray naturel ne pousse pas. Il est fait à base d'herbe de steppe et sa longueur ne dépasse pas un mètre, mais son diamètre est plus large. Les spécialistes disent qu'il a été utilisé pour appeler des signaux.
- quray de cuivre - un quray en cuivre. Cependant, les spécialistes désapprouvent l'utilisation de ce genre de quray, car il est nocif pour la santé.

Les noms d'improvisateurs-joueurs de quray incluent Kubagush-sasan, Baik-sasan, I. Murzakaev, G. Arginbaev, Y. Icyanbaev, I. Dilmukhametov, G. Suleymanov, K. Diyarov, R. Rakhimov, Y. Gaynetdinov, A. Aitkulov et R. Yuldashev. Il existe de nombreux interprètes de quray : lauréats et lauréats des festivals internationaux de musique folklorique, des festivals internationaux des étudiants et des jeunes et des concours panrusses d'interprètes d'instruments de musique rares.
Le drapeau national et l'emblème de l'État de Bachkirie comprennent l'image d'une fleur de quray. Le 1er mars 2018, le quray est enregistré en tant que marque territoriale l'État de Bachkirie, un brevet étant distribué par le Service fédéral de la propriété intellectuelle de la fédération de Russie,.